# جائزة قطر الكبرى للدراجات النارية 2011
جائزة قطر الكبرى للدراجات النارية 2011 هو سباق دراجات نارية أقيم بتاريخ 20 مارس 2011 في حلبة لوسيل الدولية. كان الجولة الأولى من أصل 18 في سباق الجائزة الكبرى للدراجات النارية موسم 2011. فاز الأسترالي كيسي ستونر بفئة الموتو جي بي بينما جاء الإسباني خورخي لورنزو في المركز الثاني وحصل على المركز الثالث الإسباني داني بيدروسا.

## وصلات خارجية
- الموقع الرسمي